# Amastus rufescens
Amastus rufescens är en fjärilsart som beskrevs av Rothschild 1909. Amastus rufescens ingår i släktet Amastus och familjen björnspinnare. Inga underarter finns listade i Catalogue of Life.